# Marcipa callaxantha
Marcipa callaxantha là một loài bướm đêm trong họ Erebidae.